# Refuge de Matalza
Le refuge de Matalza est un hébergement touristique situé en Corse dans le massif du Monte Incudine, sur le territoire de la commune de Zicavo.

## Caractéristiques
Ce gîte privé sur le parcours du GR20 est installé à 1 410 m d'altitude sur le plateau du Coscione, au pied du Monte Incudine (l'Incudine ou l'Alcudina en corse), côté Zicavo. Il propose 39 places et n'est ouvert que de mi-mai à mi-octobre.

## Historique
L'étape du GR20 Asinau-Usciolu ayant été jugée trop longue, il a été décidé en 2011 par le PNRC de la scinder en la déviant vers un lieu d'hébergement à Matalza, site de bergeries et jadis centre de ski de fond. Dès lors, deux nouvelles étapes la remplacent : Asinau-Matalza puis Matalza-Usciolu.
En 2012, le refuge était toujours en construction et les 39 places prévues pas encore disponibles, l'offre se limitant à des tentes équipées de 12 lits et de sanitaires extérieurs. Le PNRC préconisait alors deux autres gîtes privés à proximité :
- au nord, les bergeries d'A Basseta (30 places) ;
- au sud, les bergeries d'I Croci (30 places).

Le tracé originel du GR20 Asinau-Usciolu via le refuge de Pedinielli (détruit par un incendie en 1983), dont le balisage a été effacé, reste praticable en tant que variante.

## Accès
C'est le troisième hébergement (dans le sens sud-nord) présent sur le GR20. Le refuge précédent (au sud) sur le GR20 est le refuge d'Asinau. Le refuge suivant (au nord) sur le GR20 est le refuge d'Usciolu.